# Sperlinge Gottes
Sperlinge Gottes ist ein US-amerikanisches Stummfilmdrama aus dem Jahre 1926 von William Beaudine mit Mary Pickford in der Hauptrolle.

## Handlung
Mr.Grimes betreibt mit seiner Frau und seinem geistig zurückgebliebenen Sohn Ambrose, umgeben von kaum zugänglichen Sümpfen und Alligatoren eine Farm, auf der Kinder und Babys – überwiegend Waisen – unter unmenschlichen Bedingungen zwecks Menschenhandels gefangen gehalten werden. Die Grimes-Sippe misshandelt die in Lumpen gehüllten Schutzbefohlenen und gibt ihnen kaum zu essen. Die Minderjährigen müssen sich verstecken, wenn Fremde auftauchen, um diese Zustände vor der Außenwelt zu verbergen. Molly, das älteste der Kinder, schützt die anderen so gut wie möglich vor den schlimmsten Übergriffen der Peiniger. Ihre Motivation ist die Nächstenliebe und ihr Glaube an Gott, den sie den Jungen und Mädchen gleichfalls weiterzugeben versucht. Gott würde, sagt Molly, über alle hier wachen und sie beschützen ebenso wie er es für die Sperlinge tut …
Als eines Tages ein Viehhändler auf der Farm erscheint, verkauft ihm Ambrose Grimes aus Gewinnsucht eines der Kinder: den kleinen „Stotterer“. Molly hält derweil die immer verzweifelter werdenden Kinder bei Laune, indem sie das Bibelzitat von den Sperlingen Gottes wiederholt, sodass die Kleinen nie ganz die Hoffnungen verlieren. Eines Tages, so Molly, werde Gott, nachdem er sich um die Spatzen gekümmert habe, endlich auch um sie sorgen.
Ambrose erwischt Molly, als sie Kartoffeln unterschlägt, weil die Kinder hungern. Der alte Grimes lässt trotz eindringlichen Flehens Mollys alle Kinder darunter leiden und quält sie noch grausamer. Das jüngste der Kinder ist bereits derart krank, dass es angesichts dieses neuesten Drangsals in der kommenden Nacht stirbt. Gleich einer Vision betritt Jesus Christus die Scheune und nimmt das Baby zu sich. Als Molly aufwacht, ist die Kleine tot.
Der Grimes-Clan wird immer brutaler und skrupelloser. Man entführt das Kleinkind Doris Wayne, um von ihrem Vater, einem Millionär, Lösegeld zu erpressen. Als Vater Grimes einige Tage später in der Zeitung von der Entführung liest, sagt er seinem Sohn, er solle das Baby in den Sumpf werfen, um die Polizei nicht auf Grimes Spur zu führen. Im letzten Moment kann die mutige Molly dieses Verbrechen verhindern und nimmt Doris an sich. Der jungen Frau ist klar, dass sie mit ihren „Sperlingen Gottes“ endlich gegen ihre mörderischen Peiniger aufbegehren muss. Als erstes versucht sie sich der Grimes-Gefahr mit einer Mistgabel zu erwehren. Dann endlich wagen sie alle die Flucht. Der kleine Treck der Minderjährigen macht sich auf, den gefährlichen Sumpf zu durchqueren, in dem hungrige Alligatoren nur auf Frischfleisch warten. Grimes macht sich deshalb keine Sorgen; er glaubt fest daran, dass entweder das Moor oder die Alligatoren die Drecksarbeit für ihn tun und die Flüchtenden verschlingen werden. Tatsächlich aber kommen alle Kinder unbeschadet davon und man versteckt sich in einem Motorboot, das jedoch den Entführern gehört.
Währenddessen auf einer Polizeistation: Der von seinem „Aufkäufer“ geflohene „Stotterer“ wird als eines der vermissten Kinder wieder erkannt und berichtet von der Kinder-Horrorfarm des Mr. Grimes und dessen Familie. Auch Mr. Wayne ist anwesend und schöpft Hoffnung, bald seine kleine Tochter wiederzubekommen. Nun endlich macht sich die Polizei auf, eine groß angelegte Razzia in den Sümpfen durchzuführen. Mollys Versteck im Boot erweist sich als zu gefährlich. Der alte Grimes wird im Rahmen der Razzia von der Polizei gejagt, flieht in die Sümpfe und versinkt dort. Mrs. Grimes und ihr ungeratener Sohn erreichen das Motorboot, in dem sich eben noch Molly und ihre „Sperlinge“ aufgehalten hatten, und fliehen. Da es ihnen nicht gelingt, eine Polizeiboot-Patrouille abzuschütteln, wechseln sie in ein wendigeres Schlauchboot, werden aber unmittelbar darauf von dem Polizeiboot überfahren und sterben ebenfalls im morastigen Wasser. Molly und die anderen, inklusive des entführten Wayne-Babys Doris, werden gerettet, und als Akt der Dankbarkeit verspricht der reiche Mr. Wayne, sich fortan um alle geretteten Kinder zu kümmern.

## Produktionsnotizen
Die Dreharbeiten zu Sparrows begannen Mitte August 1925 und endeten Mitte Dezember desselben Jahres. Die Uraufführung war am 14. Mai 1926 in Hollywood, die Deutschlandpremiere fand gegen Ende Oktober desselben Jahres statt.
Harry Oliver gestaltete die Filmbauten.

## Kritiken
„Mary Pickford spielt natürlich, wie immer, ihre kleinen Mitspieler sind von bisher unerreichter Ungezwungenheit, die nach einer längeren Exposition Spannung in die Handlung bringende Sensation außerordentlich realistisch, Dies die Vorzüge des Films, denen allerdings die Eintönigkeit und Unerquicklichkeit des Milieus und die Primitivität des Konfliktes gegenübersteht, welche je nach der gefühlsmäßigen Einstellung des einzelnen als Plus oder Minus zu werten ist.“

„Das Melodram ist in die Geschichte eingewoben, und es gibt nichts Neues oder Verblüffendes an der Handlung. Aber du wirst das erst dann erkennen, wenn die letzte schöne Nahaufnahme von Maria von der Leinwand langsam verschwindet. Das bedeutet natürlich, dass die Geschichte Sie so sehr interessieren muss, dass Ihre kritische Fähigkeit abgestumpft ist. (…) Sie werden ein wenig weinen. Sie werden viel lachen. Und Sie halten den Atem ein- oder zweimal an.“

Der Movie & Video Guide befand: „Einer von Marys besten Stummfilmen ist ein Vollblutmelodram“.

„Die Wahl, "Sparrows" zu machen, war einzigartig für Mary Pickford, aber niemand kann leugnen, dass sie den Film überragend gut gemacht hat. Das Thema ist düster, und einige der Schrecken erinnern an Dickens, doch die Dunkelheit wird mit vielen Lachern durchsetzt. Tatsächlich ist das Gefühl von Melodram bei "Sparrows" so stark, dass der Film über die Grenzen der Glaubwürdigkeit hinausgeht. So entspannt sich der Betrachter und begnügt sich damit, seinem Erstaunen über Marys Können Ausdruck zu verleihen. "Sparrows" ist sehenswert.“

## Wissenswertes
Mary Pickford, die hier eines der Kinder spielt, war zur Drehzeit bereits 33 Jahre alt.